# Daytona Beach Road Course
Der Daytona Beach Road Course in Daytona Beach, Florida war eine Rennstrecke und gilt als Geburtsstätte von NASCAR. Sie wurde ursprünglich dadurch bekannt, dass auf ihr 15 Geschwindigkeitsweltrekorde aufgestellt wurden.

## Geschwindigkeitsrekorde

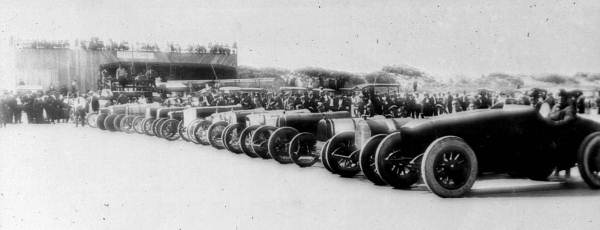
Start zum Rennen im Jahre 1922

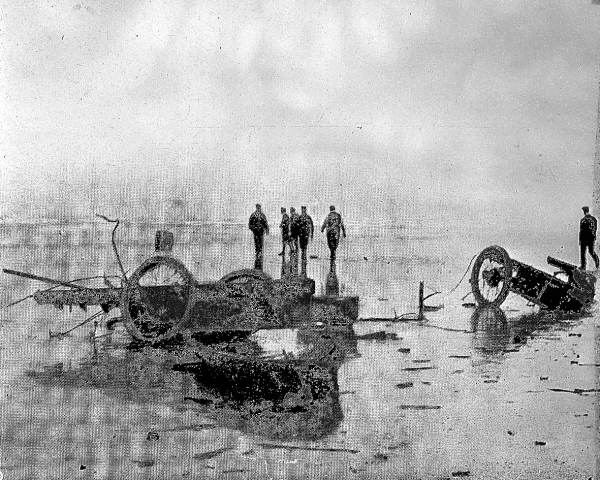
Demolierte Stanley „Rocket“ Steamer von Fred Marriott (1907)

Der breite Strand von Daytona Beach mit seinem weichen Sand und niedriger Ebbe war über Jahre für Auto- und Rennfahrer offen. Er wurde zum Testen von hohen Geschwindigkeiten und Rennen von Motorrädern sowie den neumodischen „pferdelosen Kutschen“ genutzt. Der Strand entwickelte sich daher zum Mekka für Motorsport-Enthusiasten. Die Fans beobachteten die Veranstaltungen von den grasbedeckten Dünen aus unmittelbarer Nähe.
John D. Rockefeller überwinterte beispielsweise in Ormond Beach. Andere reiche Playboys kamen ebenfalls nach Ormond Beach, um mit der Elite die Zeit an den Stränden zu verbringen und ihr Sportwagen zu präsentieren.
Der erste gezeitete Lauf auf dem Strand war ein Solo-Lauf von Ransom Eli Olds. Im Jahre 1902 veranstalteten der reiche Automobilpionier Olds, Gründer von Oldsmobile und der Reo Motor Car Company sowie Alexander Winton von der Winton Motor Car Company ein inoffizielles Rennen auf dem angrenzenden Ormond Beach. Winton besiegte Olds mit einem Vorsprung von 0,2 Sekunden. Das erste organisierte Rennen wurde von der American Automobile Association im Jahre 1903 veranstaltet und auch gezeitet. Dieser „Winter Carnival“ wurde vom Ormond Hotel organisiert. Die Höchstgeschwindigkeit betrug 68,198 mph.
Der Strand-Teil der Rennstrecke wurde zudem bekannt als erste Anlaufstelle, um Geschwindigkeitsrekorde aufzustellen. Der entsprechende Verband errichtete im Jahre 1905 ein Clubhaus wenige Meter hinter der Grenze zu Daytona Beach, sodass die Zeitungen Daytona Beach als Ort der Rennveranstaltungen ausgaben. Mindestens 13 organisierte Rennen fanden zwischen 1905 und 1935 statt, sodass Daytona Beach schnell ein Synonym für Geschwindigkeit wurde.
Fünfzehn Geschwindigkeitsweltrekorde wurden zwischen dem 24. Januar 1905 und dem 7. März 1935 aufgestellt. Zu den Fahrern, die hier neue Rekorde aufstellen, gehörten beispielsweise Arthur MacDonald, Ralph DePalma, Henry Segrave, Ray Keech und Malcolm Campbell, der den letzten Rekord mit 276,82 mph aufstellte. So stellte Fred Marriott 1906 mit seiner dampfgetriebenen Stanley Steamer mit 205,5 km/h einen neuen Geschwindigkeitsrekord auf. Zugleich war er damit der erste Mensch, der über 200 km/h mit einem Auto erreichte. Beim Versuch im Jahre 1907 seinen eigenen Rekord zu übertreffen, erlitt er einen schweren Unfall, bei dem seine Stanley „Rocket“ Steamer in zwei Teile auseinanderbrach. Sein Rekord aus dem Jahre 1906 für dampfgetriebene Automobile wurde erst 103 Jahre später gebrochen.
Ab 1935 nutzten die Fahrer die konsistentere Oberfläche der Bonneville Salt Flats in Utah. Der ca. 500 Fuß (150 m) breite Strand in Daytona wurde zu schmal für noch höhere Geschwindigkeiten.

### Todesopfer
Frank Lockhart gewann im Jahre 1926 das Indianapolis 500 in seinem ersten Rennen auf einer befestigten Rennstrecke. Lockhart stellte regelmäßig Rekorde auf den Strecken auf, auf denen er antrat. So entschied er sich einen neuen Geschwindigkeitsweltrekord aufstellen zu wollen. Er erzielte mit 174 mph einen neuen Rekord mit einem Motor mit einem Hubraum von 1,49 Litern (91 in³) auf dem Muroc Dry Lakes. Anschließend entschied er sich, beide 1,49 Liter-Motoren einzusetzen, um einen neuen Rekord in der Klasse von 2–3 Liter aufzustellen. Am 19. Februar 1928 fuhr er erstmals schneller als 200 mph, doch versagte bei dem Rekordversuch die Kupplung. Am 25. April 1928 brach er ohne Probleme den bestehenden Rekord und erreichte 198,29 mph. Auf dem Rückweg platzte ein Reifen, als er über ein scharfes Objekt fuhr, und seine Stutz-gesponserte „Black Hawk Special“ überschlug sich, wobei Lockhart ums Leben kam.
Am 11. März 1929 erzielte Henry Segrave einen neuen Geschwindigkeitsweltrekord mit 231,44 mph und brach den bisherigen Rekord von Ray Keech, den er 1928 im Triplex aufgestellt hatte. J.M. White, der Besitzer des Triplex, und Keech waren beide anwesend. White versuchte Keech zu überzeugen, er solle versuchen, den Rekord zurückzuholen, aber Keech lehnte ab. White fand daraufhin Lee Bible aus Daytona, der sich bereiterklärte, einen neuen Rekordversuch im Triplex zu versuchen. Bible absolvierte ein paar Trainingsläufe und startete dann den Versuch. Bei seinem zweiten Versuch kam es zu einem Problem, bei dem der 1500 PS-starke Triplex ausbrach. Er überschlug sich und tötete Bible. Anschließend flog der Triplex auch noch in Kameramann Charles Traub, der auf der Stelle tot war.

## Strand & Straßenkurs

### Streckenkonfiguration
Die Strecke begann an der Nordkurve auf dem asphaltierten Highway A1A auf Höhe 4511 South Atlantic Avenue. An dieser Stelle steht nun das Restaurant „Racing’s North Turn“. Von dort ging es zwei Meilen in Richtung Süden auf der A1A parallel zum Atlantik, bevor die Fahrer über die Beach Street auf den Strand abbogen. Anschließend ging es wieder zwei Meilen nach Norden über den Strand bis zur Nordkurve. In den ersten Jahren betrug die Länge der Strecke 3,2 Meilen, bevor sie in den späten 1940er Jahren auf 4,2 Meilen verlängert wurde.

### Frühe Veranstaltungen

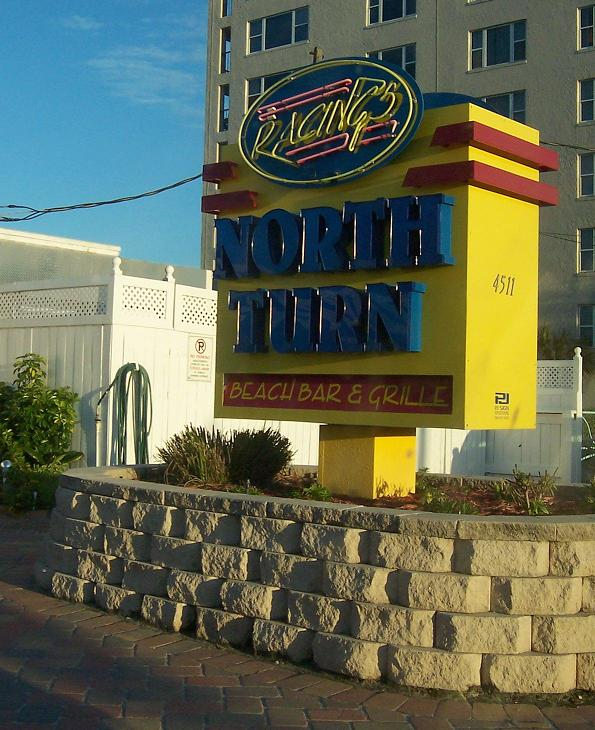
Restaurant am ehemaligen Platz der Nordkurve

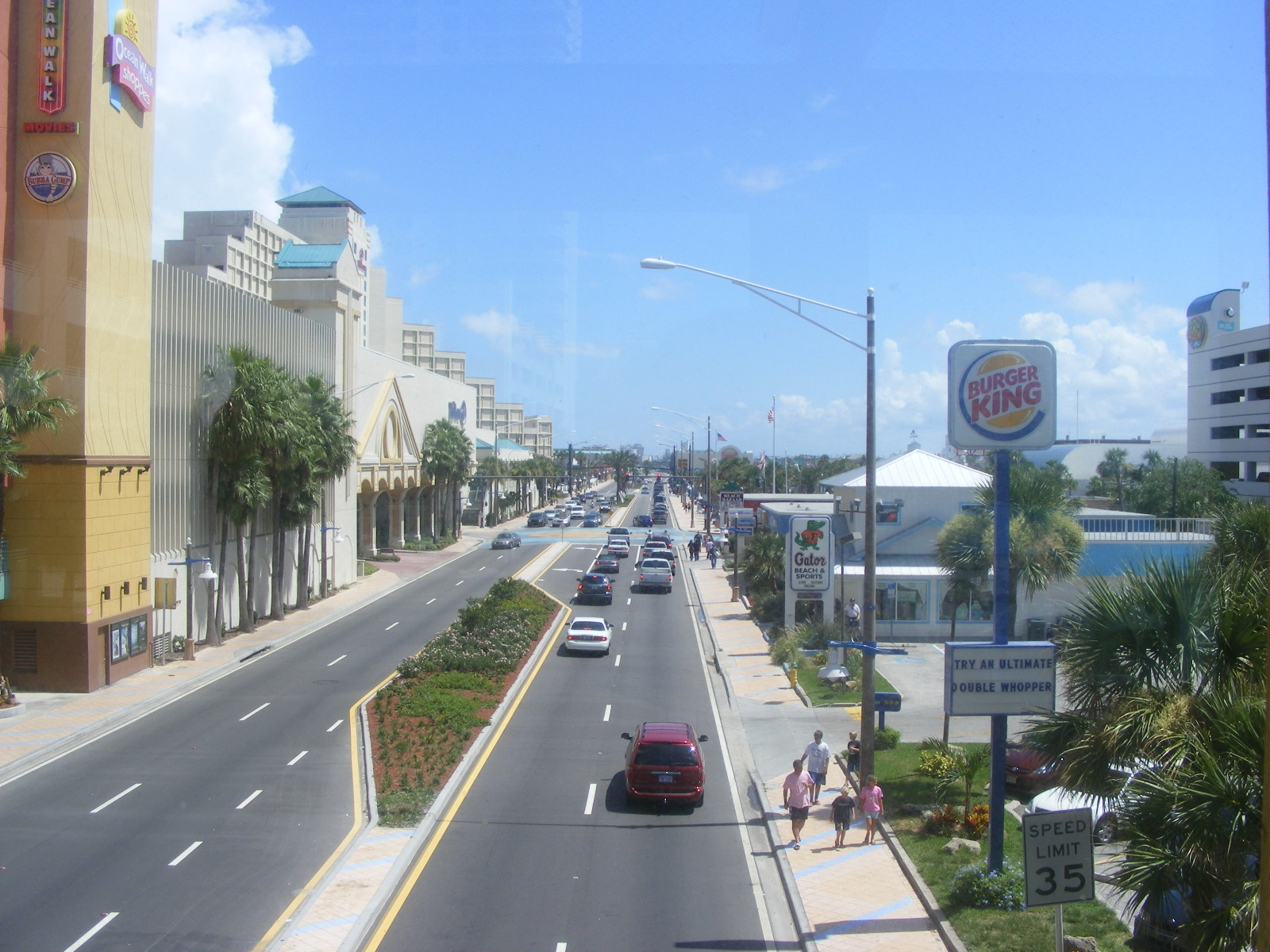
Der Highway A1A in südlicher Richtung. Er war der asphaltierte Teil der Rennstrecke.

Bill France senior aus Washington, D.C. war die Geschichte von Daytona bekannt, als er 1935 dorthin zog, um der Weltwirtschaftskrise zu entgehen. In Daytona angekommen eröffnete er eine Werkstatt.
Vertreter von Daytona Beach baten im Jahre 1936 den lokalen Rennfahrer Sig Haugdahl ein Automobilrennen auf dem 3,2 Meilen langen Kurs zu organisieren und zu bewerben. Haugdahl selbst wird das Design der Strecke zugeschrieben, während die Stadt ein Preisgeld in Höhe von 5000 US-Dollar auslobte. Als die Kartenabreisser an der Strecke ankamen, waren bereits tausende von Fans an der Strecke. Während des Rennens wurden die sandigen Kurven praktisch unpassierbar, wodurch es zu zahlreichen Fehlern bei der Wertung des Rennens und zu Protesten kam. Nach 75 von 78 Runden wurde das Rennen gestoppt. Milt Marion wurde von der American Automobile Association zum Sieger erklärt. Der zweitplatzierte Ben Shaw und drittplatzierte Tommy Elmore protestierten gegen das Ergebnis, aber ihr Protest wurde abgewiesen. France wurde in diesem Rennen Fünfter. Die Stadt verlor rund 22.000 US-Dollar und hat seitdem kein Rennen mehr unterstützt.
Haugdahl sprach mit France, und beide unterhielten sich mit dem Daytona Beach Elks Club, um im Jahre 1937 ein weiteres Rennen zu veranstalten. Dieses Rennen war zwar erfolgreicher, aber noch immer ein Verlustgeschäft. Haugdahl veranstaltete daraufhin keine weiteren Rennen mehr. France übernahm daraufhin im Jahre 1938 die Kontrolle über die Rennstrecke und veranstaltete zwei Rennen. Im Juli gewann Danny Murphy vor France und am Labor Day siegte France von Llody Moody und Pig Ridings.
In den Jahren 1939 und 1940 fanden jeweils drei Rennen statt. Im Jahre 1941 wurden zwei Rennen gefahren. Während der Planung für 1942 kam es zum Angriff auf Pearl Harbor durch die Japaner. Da France während des Zweiten Weltkrieges auf der Werft in Daytona Beach arbeitete, ruhten die Rennen bis nach dem Krieg. Das erste Rennen in Daytona fand wieder im Jahre 1946 statt.

### Gründung von NASCAR
France war sich der Tatsache bewusst, dass Veranstalter von Rennen sich organisieren mussten. Vielfach wurden Rennfahrer durch skrupellose Veranstalter betrogen, die vor dem Ende des Rennens mit dem Preisgeld verschwanden. Am 14. Dezember 1947 begann France Gespräche in der Ebony Bar im Streamline Hotel in Daytona, die letztendlich in der Gründung von NASCAR am 21. Februar 1948 enden sollten. Der Daytona Beach Road Course war Veranstaltungsort des Eröffnungsrennen der neuen Rennserie, bevor der Darlington Speedway im Jahre 1950 fertiggestellt wurde.

### NASCAR Rennresultate
1949

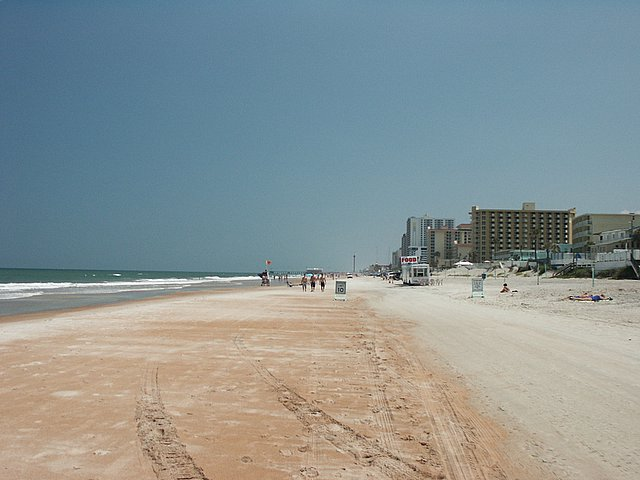
Der Strand im Mai 2006

Das erste Rennen der Strictly Stock-Serie fand 1949 auf dem Charlotte Speedway statt, bevor die Serie nach Daytona Beach kam. Insgesamt gingen 28 Wagen an den Start, darunter Fahrer wie Curtis Turner, Buck Baker, Fonty Flock, Marshall Teague, Herb Thomas und Tim Flock. Sieger wurde Red Byron, der sein viertes Rennen in den 1940er Jahren in Daytona gewinnen konnte. Später gewann Byron auch die Meisterschaft in seinem Oldsmobile von 1949.
1950
Nachdem die Serie in Grand National Series umbenannt wurde, gewann Harold Kite das Rennen in einem 1949er Lincoln. Er übernahm die Führung in Runde 25, als Red Byron mit Getriebeproblemen in die Box musste. Kite führte daraufhin den Rest des Rennens bis zum Ziel. Byron konnte sich noch vom siebten auf den zweiten Platz verbessern.
1951
Das Rennen im Jahr 1951 gewann Marshall Teague in seiner 1951er Fabulous Hudson Hornet. Dies war der erste Sieg seiner Karriere. Er schlug Tim Flock mit einem Vorsprung von einer Minute und 14 Sekunden.
1952
Auch im Jahre 1952 siegte Marshall Teague in seiner Hudson. Er übernahm die Führung bereits in der zweiten Runde. Das Rennen selbst wurde aufgrund einer Springflut um zwei Runden verkürzt. Teague gewann mit einem Vorsprung von einer Minuten und 21 Sekunden vor Herb Thomas. Joie Ray war der erste Afro-Amerikaner, der in einem Grand National-Rennen von NASCAR an den Start ging.
1953
Bob Pronger, der von der Pole-Position an den Start ging, und Fonty Flock, der von Platz zwei startete, hatten eine Wette am Laufen, wer die erste Runde anführen würde. Beide fuhren wild und aggressiv in Richtung der Nordkurve. Pronger bog zu schnell in die Kurve ein und demolierte seinen Wagen. Flock führte anschließend das Feld mit über einer Minute Vorsprung an, bis ihm direkt nach dem Anbruch der letzten Runde das Benzin ausging. Flocks Teamkollege schob den Wagen in die Boxen, während Bill Blair das Rennen in einem Oldsmobile gewann. Flock wurde mit 26 Sekunden Rückstand Zweiter.
Im Rennen der Modified/Sportsman-Klasse gingen insgesamt 136 Wagen an den Start. Dies war das größte Fahrerfeld, welches jemals in einem NASCAR-Rennen an den Start ging.
1954
Tim Flock beendete das Rennen des Jahres 1954 als erstes, wurde anschließend wegen kleinerer technischer Unstimmigkeiten disqualifiziert. Lee Petty, der als zweiter vor Buck Baker ins Ziel gekommen war, wurde zum Sieger des Rennens gekürt. Flock war in diesem Rennen der erste Fahrer, der per Funk mit seiner Crew kommunizierte.
1955
Das Rennen im Jahre 1955 wurde von Fireball Roberts gewonnen. Allerdings wurde er später disqualifiziert, so dass Tim Flock der Sieg zugesprochen wurde. Roberts wurde disqualifiziert, nachdem der technische Direktor von NASCAR bemerkte, dass die Stoßstangen des Ventiltriebs um 0,016 Inch (0,4 mm) zu lang waren. Ein Chrysler C-300 stellte den Geschwindigkeitsrekord auf 205 km/h ein.
1956
Tim Flock gewann sein zweites Rennen in Daytona in Folge in einem Chrysler von der Pole-Position. Der Wagen befand sich im Besitz der NASCAR-Legende Carl Kiekhaefer. Flock führte alle Runden bis auf die vier nach seinem Boxenstopp an.
1957
Cotton Owens fuhr vom dritten Startplatz an die Spitze in der ersten Runde. Nach 40 der insgesamt 160 Meilen Renndistanz übernahm Paul Goldsmith kurzzeitig die Führung. Nachdem Owens nach 94 Meilen in die Boxen gekommen war, ging die Führung erneut an Goldsmith. Dank eines schnelleren Boxenstopps blieb Goldsmith an der Spitze des Rennens, bis er 36 Meilen vor dem Ziel mit einem gebrochenen Kolben aufgeben musste. Owen führte daraufhin bis zum Ziel das Rennen an und holte sich den ersten Sieg seiner Karriere. Der Sieg war der erste für Pontiac und mit 101,541 mph das erste NASCAR-Rennen mit einer Durchschnittsgeschwindigkeit von über 100 mph.
1958
Im Jahre 1958 startete Paul Goldsmith von der Pole-Position, um das letzte Rennen auf dieser Strecke zu gewinnen. Er fuhr einen Pontiac, der von Smokey Yunick vorbereitet wurde. Curtis Turner wurde Zweiter, Jack Smith Dritter und Joe Weatherly Vierter. Lee Petty, Buck Baker, Fireball Roberts und Cotton Owens beendeten das Rennen in den Top 10.

### Ende der Rennstrecke
Bereits 1953 erkannte France, dass eine neue, permanente Rennstrecke benötigt wurde, um die große Menge an Zuschauern für die Rennen entsprechend unterbringen zu können. Überall im Bereich des Strandes entstanden zudem neue Hotels. Am 4. April 1953 machte France den Vorschlag, einen neuen Superspeedway zu bauen, den Daytona International Speedway. France begann mit dem Bau des 2,5 Meilen langen Superspeedways im Jahre 1956, auf dem das jeweilige Eröffnungsrennen der Saison, das Daytona 500 ausgetragen werden sollte. Nach dem letzten Rennen auf dem Daytona Beach Road Course im Jahre 1958 fand das erste Daytona 500 im Jahre 1959 auf dem Daytona International Speedway statt.